# 董树文
董树文（1954年6月—），中共党员，理学博士，地质学研究员，大学教授，博士生导师。

## 生平
出生安徽芜湖，祖籍河北献县。1975年毕业于合肥工业大学地质系。1988年4月获得中国地质科学院理学博士学位，博士学位论文为《长江中下游地壳物质的构造动力调整作用》，指导教师是杨开庆。
2008年汶川大地震发生后，他作为专家委员会专家，指出地震损失的1/3是由泥石流等次生灾害造成。
2012年8月9日当选国际地质科学联合会司库。2017年，他参与的“大别山东段深部探测与找矿突破”项目荣获国家科技进步二等奖。

## 任职履歷
- 中国地质科学院副院长
- 国土资源部专家咨询委员会委员（2009年-至今）
- 中国地质科学院科技委副主任（1999年-至今）
- 中国地质科学院学位委员会副主任（1999年-至今）
- 北京市学位委员会委员（2002-至今）
- 国际地质科学联合会执委会委员、执行局委员、司库（2012年-2016年）
- 联合国教科文组织地球科学计划科学执行局委员，深部地球学科组组长（2005年-2011年）
- 《地质论评》编委（2000年-2014年）
- 《地球学报》第四届编委会主编（2003年-2017年）[6]
- 《地质力学学报》副主编（？-2019年）；荣誉编委（2019年-）[7]

教授
- 南京大学地球科学与工程学院在职教授
- 合肥工业大学兼职教授（2010年11月-）[8]
- 长安大学兼职教授（2014年12月-）[9]

## 荣誉
- 2010年度国家“优秀野外工作者”称号
- 2000年度“国家千百万人才第一层次人才”
- 2011中国科学年度杰出创新人物（科学网主办）[10]

### 国际荣誉
- 德国埃尔福特科学院院士（2011年）[11]
- 美国地质学会荣誉会士（2013年）[12]
- 俄罗斯联邦友谊勋章（2016年）[13]

## 出版物
- 董树文. . 科学出版社. 2016年. ISBN 9787030514660.

期刊（部分）
- 董树文; 张岳桥; 龙长兴. . 地质学报. 2007年, 81 (11): 1449–1461. doi:10.3321/j.issn:0001-5717.2007.11.001.
- 董树文; 吴锡浩; 吴珍汉. . 地质论评. 2000年, 46 (1): 8–12. doi:10.3321/j.issn:0371-5736.2000.01.002.
- 董树文; 戴世坤. . 科学通报. 1993年, 38 (6): 542–545. ISSN 0023-074X.